# Wayana
El wayana (també guayana, oayana, alukuyana), és una lengua caribenya parlada pels wayanes al sud i sud-oest de Surinam, Guaiana Francesa i Brasil.

## Gramàtica
Hi ha dos tipus de verbs: verbs actius i verbs d'estat. Els temps per als verbs actius inclou present, passat immediat, passat distant i futur. Els verbs d'estat no fan cap referència al temps; ni són flexionats pel mode, persona o negació.
Els pronoms personals wayana inclouen les paraules "jo", "tu", "nosaltres, però no vostè", "tu i jo", "tots nosaltres", "Gràcies a tots", "ells", i un pronom "ell, ella, ell." Alguns pronoms distingeixen entre objectes animats i inanimats.
El wayana inclou posposicions en els pronoms, substantius o frases nominals per indicar la posició, direcció, instrument, o imatge.

## Fonologia

### Vocals
|         | Anterior | Central | Posterior |
| ------- | -------- | ------- | --------- |
| Tancada | i        | ɨ       | u         |
| Mitjana | e        | ə       | o         |
| Oberta  |          | a       |           |

### Consonants
|            | Bilabial | Alveolar | Velar | Labiovelar | Glotal |
| ---------- | -------- | -------- | ----- | ---------- | ------ |
| Oclusiva   | p (b)    | t        | k (ŋ) |            |        |
| Fricativa  |          | s        |       |            | h      |
| Nasal      | m        | n        |       |            |        |
| Lateral    |          | l (ɾ)    |       |            |        |
| Aproximant |          | j        |       | w          |        |